# متنزه برنتوود الحكومي
متنزه برنتوود الجكومي، هو منتزه حكومي ومجمع رياضي بمساحة 52 أكر (0.21 كـم2) يقع في قرية برينتوود في مقاطعة سوفولك، نيويورك، الولايات المتحدة.

## تاريخ
تحتل متنزه برنتوود الجكومي الأرض التي كانت ذات يوم جزءًا من مركز الحاج للطب النفسي . نظرًا لتقليص حجم هذا المرفق في أواخر التسعينيات وأوائل القرن الحادي والعشرين ، تم شراء حوالي 460 أكر (1.9 كـم2)لإعادة تطويره كمساحات سكنية وتجارية. قام المطور بنقل 52 أكر (0.21 كـم2) إلى مكتب ولاية نيويورك للمتنزهات والترفيه والمحافظة التاريخية ليتم تحويلها إلى ملاعب رياضية.
افتتحت الحديقة للجمهور في عام 2003. ومع ذلك ،لم يتم الإنتهاء من غالبية الملاعب الرياضية وتحسينات المرافق الأخرى حتى عام 2009 ، بعد 15 مليون دولار من التحسينات العقارية.

## وصف المنتزة
يضم متنزه برنتوود الجكومي ثمانية ملاعب كرة القدم ذات العشب الصناعي وملعبين للبيسبول. تقع مداخل االحديقة على طريق كروكد هيل ( Suffolk CR 13 ) و محرك كلية المجتمع ( Suffolk CR 106 ). تتميز الحديقة بمبنى صيانة بما في ذلك سطح امتياز ودورات مياه. كان من المقرر الانتهاء من ملعب في عام 2013.

## روابط خارجية
- متنزهات ولاية نيويورك: حديقة برينتوود الحكومية